# Кольтоган (Келесский район)
Кольтоган (каз. Көлтоған, до 2021 г. — Азербайджан) — село в Келесском районе Туркестанской области Казахстана. Входит в состав Биртилекского сельского округа. Код КАТО — 515447300.

## Население
В 1999 году население села составляло 520 человек (272 мужчины и 248 женщин). По данным переписи 2009 года, в селе проживали 972 человека (474 мужчины и 498 женщин).